# Rue du Marquis de Riestra
La rue du Marquis de Riestra est une rue centrale de la ville espagnole de Pontevedra, dans la première zone d'expansion de la ville au XIXe siècle, longitudinalement parallèle au parc des Palmiers sur son côté est. C'est l'une des principales rues du centre-ville de Pontevedra.

## Origine du nom
Depuis 1950 la rue est dédiée à José Riestra López, premier marquis de Riestra (1853-1923), grand bienfaiteur de Pontevedra. Entre autres initiatives, il est à l'origine de l'arrivée de l'électricité dans la ville en 1888 et du tramway en 1889, ainsi que de diverses usines et entreprises (les premières usines d'électricité de Galice en 1888 sur la place de la Verdura et de céramique en 1895 à La Barque, en plus de la Banque Riestra), de l'amélioration des rues de la ville et du soutien à la construction d'édifices institutionnels,,. Il consacra une partie de son capital à la ville et fit également don de son manoir et de son domaine de A Caeira pour le transformer en un grand hôpital destiné aux soldats rapatriés de Cuba et des Philippines à la suite de la guerre hispano-américaine.

## Histoire
En 1853, l'actuelle rue Marquis de Riestra était une voie qui menait de l'ancienne porte Saint-Dominique des remparts de Pontevedra sur la place d'Espagne au Champ Saint-Joseph sur l'actuelle place Saint-Joseph. À partir de cette date, avec la première expansion de la ville, cette voie a été progressivement aménagée, jusqu'à sa consolidation définitive en tant que rue vers 1880, en faisant partie de la première expansion de la ville en dehors de l'ancien secteur fortifié. La mairie de Pontevedra a mis en vente la ligne de terrains situés face à la rue Riestra, provenant de la propriété des Dominicains, qui avait été acquise par vente aux enchères.
Le 21 décembre 1880, le conseil municipal de Pontevedra a décidé de donner à la rue qui va du jardin de l'Alameda à l'extrémité de l'ancien Champ de foire le nom de l'homme politique libéral Francisco Antonio Riestra Vallaure (père du marquis), décédé à Madrid, pour son esprit d'entreprise et pour avoir réalisé la majeure partie des premiers travaux d'agrandissement de la ville à partir de 1860.
Dans ces nouveaux espaces de la première expansion de Pontevedra, on construisit des bâtiments qui, par leurs formes et leurs fonctions, renforçaient le projet de restauration bourgeoise, représentants de la nouvelle Pontevedra. En 1896, l'éditeur, journaliste et homme politique Andrés Landín Varela construisit un immeuble au numéro 7 de la rue, au rez-de-chaussée duquel il installa une imprimerie et une librairie, ainsi que son domicile au premier étage. En 1905, les travaux de construction de l'hôtel particulier Villa Pilar, sur le côté gauche de la rue (avec une façade arrière donnant sur le parc des Palmiers), commandés par Manuel Martínez Bautista, un indiano de Cuba, sont achevés.
En 1927, la démolition des locaux d'un garage sur le côté droit de la rue a été imposée pour permettre l'ouverture complète de la nouvelle rue Général Gutiérrez Mellado, qui menait à la rue Riestra depuis la rue Michelena. Les dernières maisons qui bloquaient l'ouverture de la nouvelle rue avaient déjà été expropriées et démolies en mai 1927, bien que les locaux du garage de la rue Riestra n'aient été abattus qu'en 1930,,.
En 1950, la rue a pris le nom de Marquis de Riestra, titre accordé par le roi Alphonse XIII à José Riestra López le 4 février 1893 par décret royal. Le passage de Riestra à partir de la rue Michelena prit le nom de rue Marquise, en référence à l'épouse du Marquis de Riestra, María Calderón Ozores, fille du Comte de San Juan. En 1965, les galeries Vázquez Lescaille ont été ouvertes, de la rue Général Gutiérrez Mellado à la rue Marquis de Riestra.
En 2006, le premier tronçon de la rue, de la place d'Espagne à la rue Général Gutiérrez Mellado, a été rénové et rendu piétonnier.

## Description

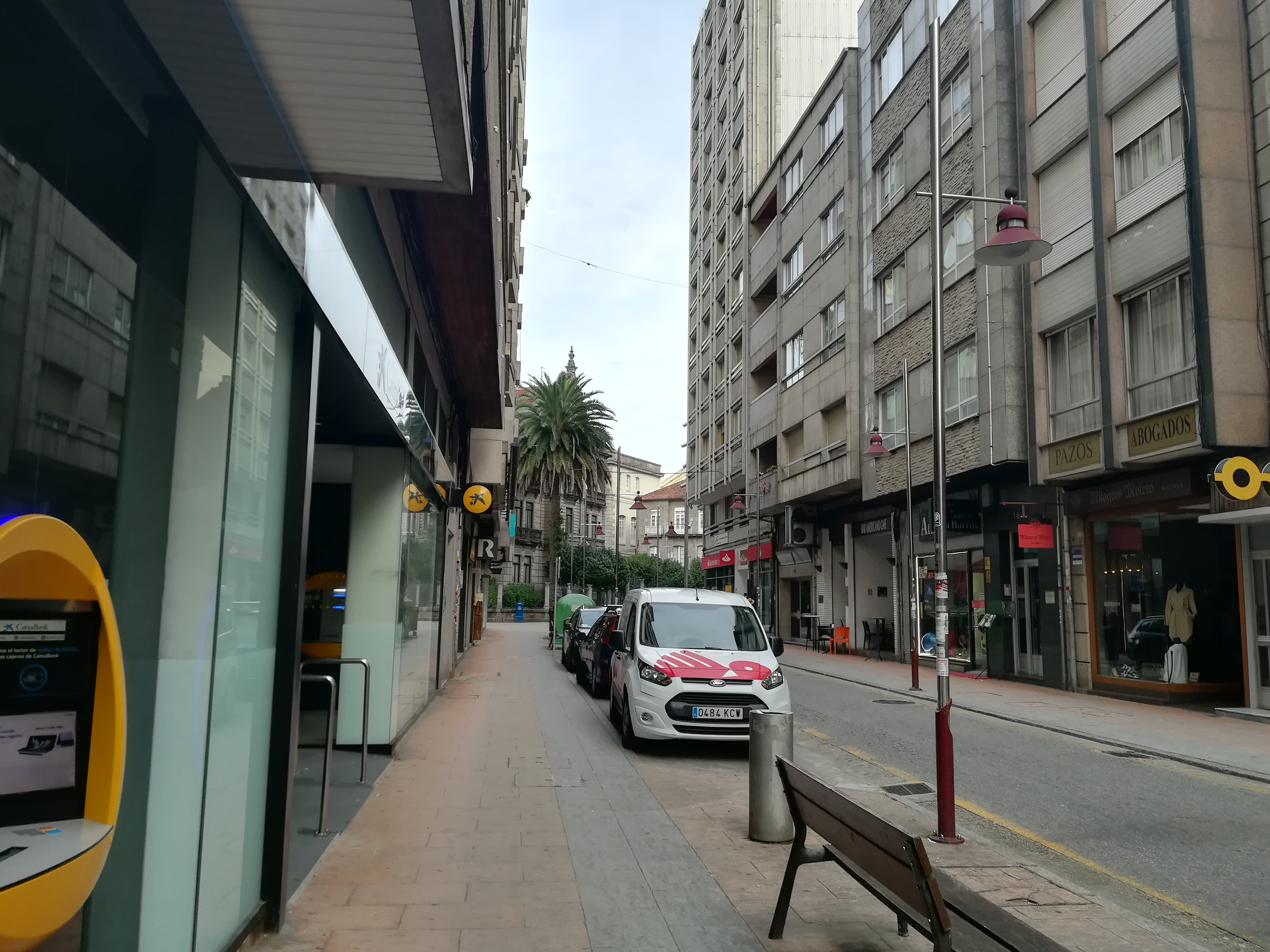
Partie sud-est de la rue.

Marquis de Riestra est une rue de 260 mètres de long située dans l'Ensanche, la première zone d'expansion urbaine de la ville, qui suit un axe nord-sud-est et est divisée en deux sections: une partie piétonne pavée de la place d'Espagne à la rue Général Gutiérrez Mellado et une autre section orientée vers le sud-est de la rue Gutiérrez Mellado à la place Saint-Joseph, qui a deux trottoirs et une voie centrale pour la circulation.
Il s'agit d'une rue essentiellement plate, d'une largeur moyenne de 11 mètres. Les rues piétonnes Marquise, Gutiérrez Mellado sur le côté droit et les petites rues Fray Tomás de Sarria et Enrique Labarta sur les deux côtés du jardin de l'hôtel particulier Villa Pilar convergent ici du nord au sud.
Il s'agit d'une rue éminemment commerciale et dotée de services, avec de nombreux magasins, cafés et agences bancaires. Au début, à la jonction avec la Gran Vía de Montero Ríos, se trouve l'abside des ruines gothiques de l'ancien couvent et de l'église de Saint-Dominique, à côté d'un calvaire en pierre qui se trouvait sur le parvis de l'ancienne église médiévale de Saint-Barthélemy avant qu'elle ne soit démolie,. Au milieu de la rue se trouve l'hôtel particulier éclectique de 1905, Villa Pilar.

## Bâtiments remarquables

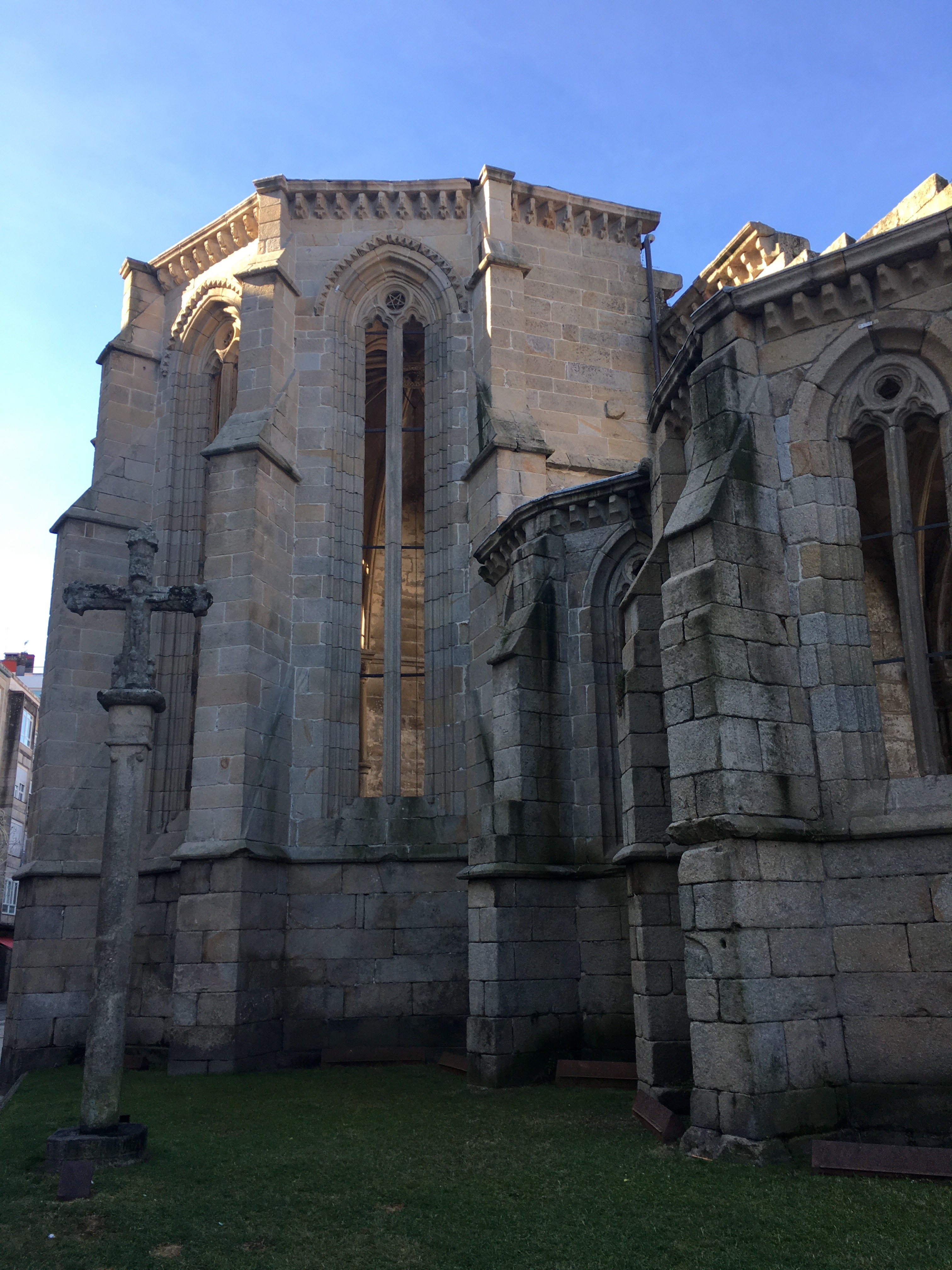
Transept et absides gothiques des ruines de l'église Saint-Dominique.

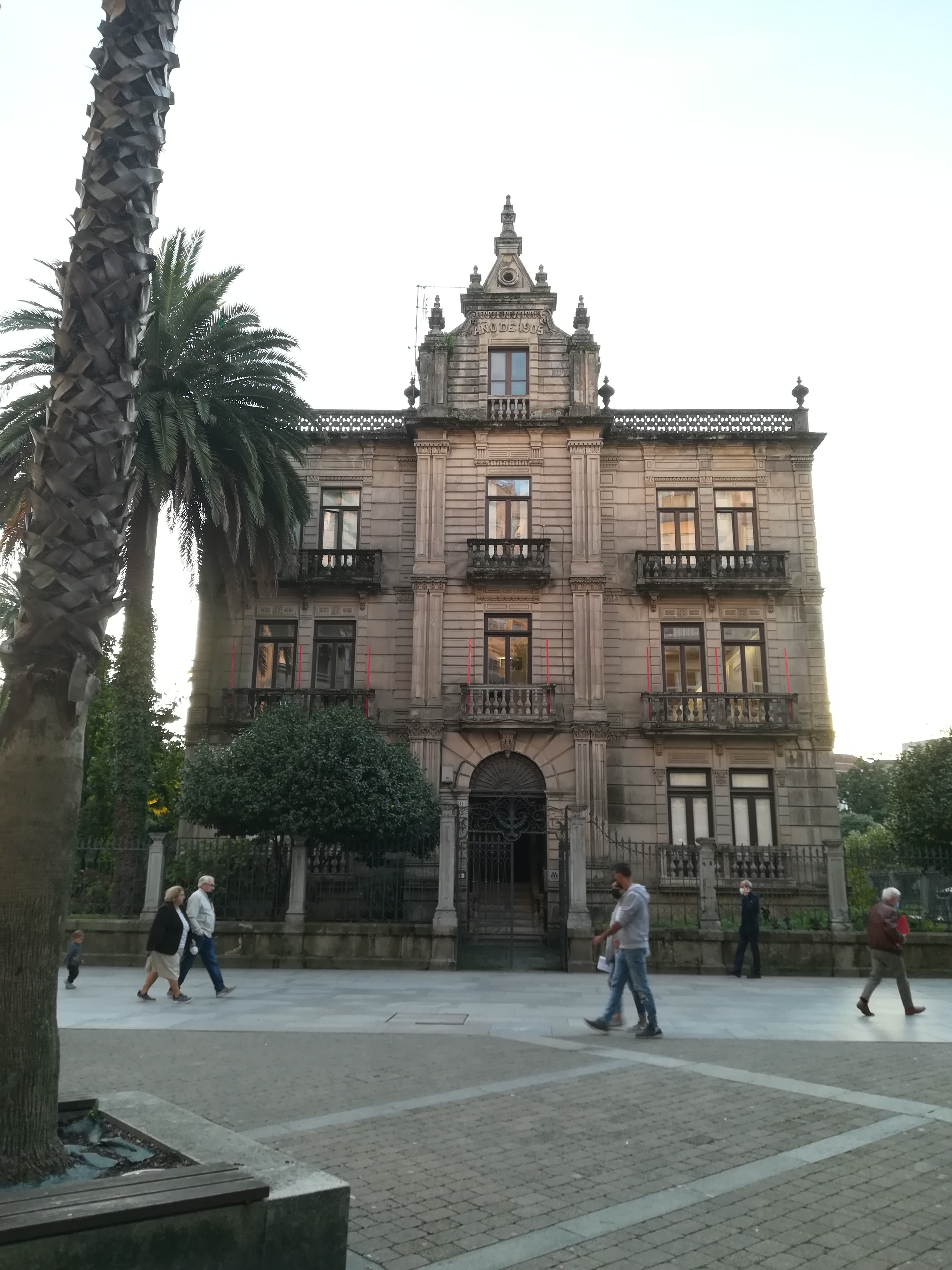
Villa Pilar au numéro 11 de la rue.

Au début de la rue du Marquis de Riestra, les ruines du couvent Saint-Dominique sont les vestiges d'un couvent et d'une église gothiques du XIVe siècle. Aujourd'hui, avec cinq autres bâtiments, elles forment le musée provincial de Pontevedra et ont été déclarées Bien d'intérêt culturel en 1895,. Seul le chevet subsiste, avec cinq chapelles absidiales correspondant au bras transversal du transept, qui constituent l'exemple le plus pur de l'architecture gothique en Galice.
Au numéro 11 de la rue se trouve l'hôtel particulier Villa Pilar, dont la construction a commencé en 1899 et s'est achevée en 1905. L'édifice est de style éclectique et art nouveau, avec trois étages et un seul corps. Il comporte un demi sous-sol, trois étages et un grenier. Parmi les éléments architecturaux, on remarque les bossages à refend continu et les balustrades à l'anglaise de tous les balcons, en béton, un élément très novateur pour l'époque. Le bâtiment s'intègre harmonieusement dans son environnement, puisqu'il est entouré d'un petit jardin privé avec des palmiers, fermé par une grille en fer forgé. On accède à l'intérieur du bâtiment par des escaliers en marbre de Carrare au premier étage et des escaliers en bois aux étages suivants. La disposition des différents étages reflète le style de vie de la bourgeoisie de la fin du XIXe siècle. 
La rangée de maisons en pierre située entre les ruines du couvent Saint-Dominique et l'hôtel Villa Pilar, entre les numéros 13 et 21, est composée de maisons typiques de la première expansion de Pontevedra au XIXe siècle, comme celles de la rue Oliva. Elles ont un rez-de-chaussée et deux étages, avec des balcons au premier étage et des galeries au deuxième ou avec des balcons aux deux étages.
Au numéro 3 de la rue du Marquis de Riestra, à l'angle de la rue Pastor Díaz et avec l'entrée principale au numéro 7 de la rue Arquitecto de la Sota, se trouve un bâtiment résidentiel rationaliste de 7 étages conçu par l'architecte Alejandro de la Sota en 1970, unique en Galice,,. Le bâtiment en béton de couleur extérieure brunâtre incorpore à ses façades des galeries, possède une entrée réduite à ses lignes essentielles et dispose de combles entourés d'un jardin.
Au numéro 30 de la rue Oliva, à l'angle de la rue Marquis de Riestra, se trouve un bâtiment rationaliste de 1930, œuvre de l'architecte Emilio Salgado Urtiaga.